# Лично-командный чемпионат России по международным шашкам 2003
Лично-командный чемпионат России по международным шашкам 2003 года прошёл в Ижевске с 10 по 17 марта. Чемпионы России — Тверская область (Калмаков А., Борков Д., Боркова М.), серебро — Республика Башкортостан (Мильшин В., Ишметов Р., Абдуллина О.), третье — Республика Саха (Якутия) (Колесов Г., Кычкин В., Бурнашева А.).
К участию в соревнованиях допускались по одной команде от каждого субъекта РФ. Состав команды 3 человека (двое мужчин и одна женщина). С целью отбора к Финалу Чемпионата России среди мужчин и женщин к участию также допускались победители территориальных соревнований и спортсмены, имеющие рейтинг 2400 (у женщин 2250) и выше. Места команд определялись по наименьшей сумме мест трех членов команды. Места спортсменов, учитываемые для командного зачета, определяются отдельно только для спортсменов, выступающих за команды.
Соревнования проходили в помещении санатория-профилактория «Металлург» (г. Ижевск, ул. 30 лет Победы, 65)